# Algeriets flagga
Algeriets flagga är tvådelad i grönt och vitt, med en halvmåne och stjärna i mitten. Flaggan antogs av Algeriet den 3 juli 1962 och har proportionerna 2:3.

## Symbolik
Grönt är islams färg, och halvmånen och stjärnan är symboler för det osmanska imperiet. Den vita färgen representerar renhet och den röda socialism. Den algeriska flottan använder en särskild örlogsflagga, som består av nationsflaggan och två korslagda röda ankare i kantonen.

## Historik
Flaggans ursprung är omtvistat. En liknande flagga användes av frihetsrörelsen ENA (Étoile Nord-Africaine) på 1920-talet, och skapades av politikern och nationalistledaren Messali Hadj. Enligt vissa källor hade ENA:s flagga samband med flaggor som användes av den legendariske frihetskämpen Abd el-Kader i början av 1800-talet, även om detta inte är belagt.
Den moderna algeriska flaggan användes av befrielserörelsen FLN från 1954 under självständighetskriget. Den användes även av exilregeringen mellan 1958 och självständigheten 1962. Flaggans proportioner och de exakta färgnyanserna finns definierade i bilaga till lag 63-145 från den 25 april 1963 om Algeriets nationalsymboler.

## Historiska flaggor som använts i området

Flagga som användes av Fatimidiska kalifatet (909-973)
Flagga som användes av Hafsidiska dynastin (1230-1574).
Flagga som användes av före år 1700.
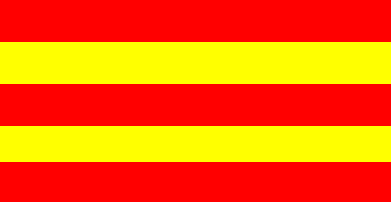
Flagga som användes under tidigt 1800-tal.
Naval flagga franska Algeriet (1848-1910)

## Inofficiella flaggor

Flagga för staden Constantine.
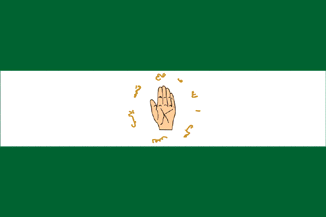
Flagga som användes av Abd El-Kader (1832-1847).
Flagga som användes av nationalister under Sétifrevolten (1945).
Flagga som användes inofficiellt (1958-1962).
Flagga som användes inofficiellt under frihetskriget 1962.